# Stafstedt
Stafstedt ist eine Gemeinde im Kreis Rendsburg-Eckernförde in Schleswig-Holstein.

## Geografie

### Lage
Das Gebiet der Gemeinde Stafstedt liegt am Flusslauf der Luhnau im Naturraum Heide-Itzehoer Geest etwa 14 km südlich von Rendsburg. Das Gemeindegebiet ist Bestandteil des Naturparks Aukrug.

### Gemeindegliederung
Neben dem namenstiftenden Dorf liegen auch Teile des weiteren Dorfs Legan und weitere Einzelsiedlungen im Gemeindegebiet.

### Nachbargemeinden
Nachbargemeinden von Stafstedt sind:
| Hamweddel   | Jevenstedt                                  |           |
| Brinjahe    | Kompassrose, die auf Nachbargemeinden zeigt | Luhnstedt |
| Nienborstel |                                             | Nindorf   |

## Geschichte
Stafstedt gehört zu den holsteinischen Urdörfern. Das Alter wird auf ca. 900–1000 Jahre geschätzt.
Der Ort liegt am historischen Ochsenweg, einer in Nord-Süd-Richtung durch Schleswig und Holstein verlaufenden bedeutsamen Handelsroute.
Von 1901 bis 1957 war Stafstedt eine Bahnstation an der Rendsburger Kreisbahn.

## Politik

### Gemeindevertretung
Bei der Kommunalwahl am 14. Mai 2023 wurden insgesamt neun Sitze vergeben. Diese fielen erneut alle an die Kommunale Wählergemeinschaft Stafstedt. Die Wahlbeteiligung betrug 63,7 %.

### Wappen
Blasonierung: „Von Silber und Rot im Wellenschnitt schräg geteilt. Oben ein roter Ochsenkopf, unten ein silbernes Bauernhaus mit rotem Fachwerk.“

## Wirtschaft und Infrastruktur

### Wirtschaftsstruktur
Die Wirtschaft in der Gemeinde wird von der landwirtschaftlichen Urproduktion geprägt. Zudem ist in der Gemeinde ein Handwerksunternehmen für Sonnenschutzsystemen gemeldet.

### Verkehr
Mit der Bundesstraße 77 führt eine der Hauptverkehrstrassen von Schleswig-Holstein im Westen durch die Gemarkung.

### Naturschutzgebiet
Im Südosten des Gemeindegebietes liegen Teile des NATURA 2000-Schutzgebietes FFH-Gebiet Wälder der nördlichen Itzehoer Geest.

## Persönlichkeiten
- Günther Fielmann (1939–2024), Augenoptiker und Unternehmer, Gründer der Fielmann AG, ist in Stafstedt geboren.
- Hans Hinrich Neve (* 1957), Politiker